# زویکی (دهانه)

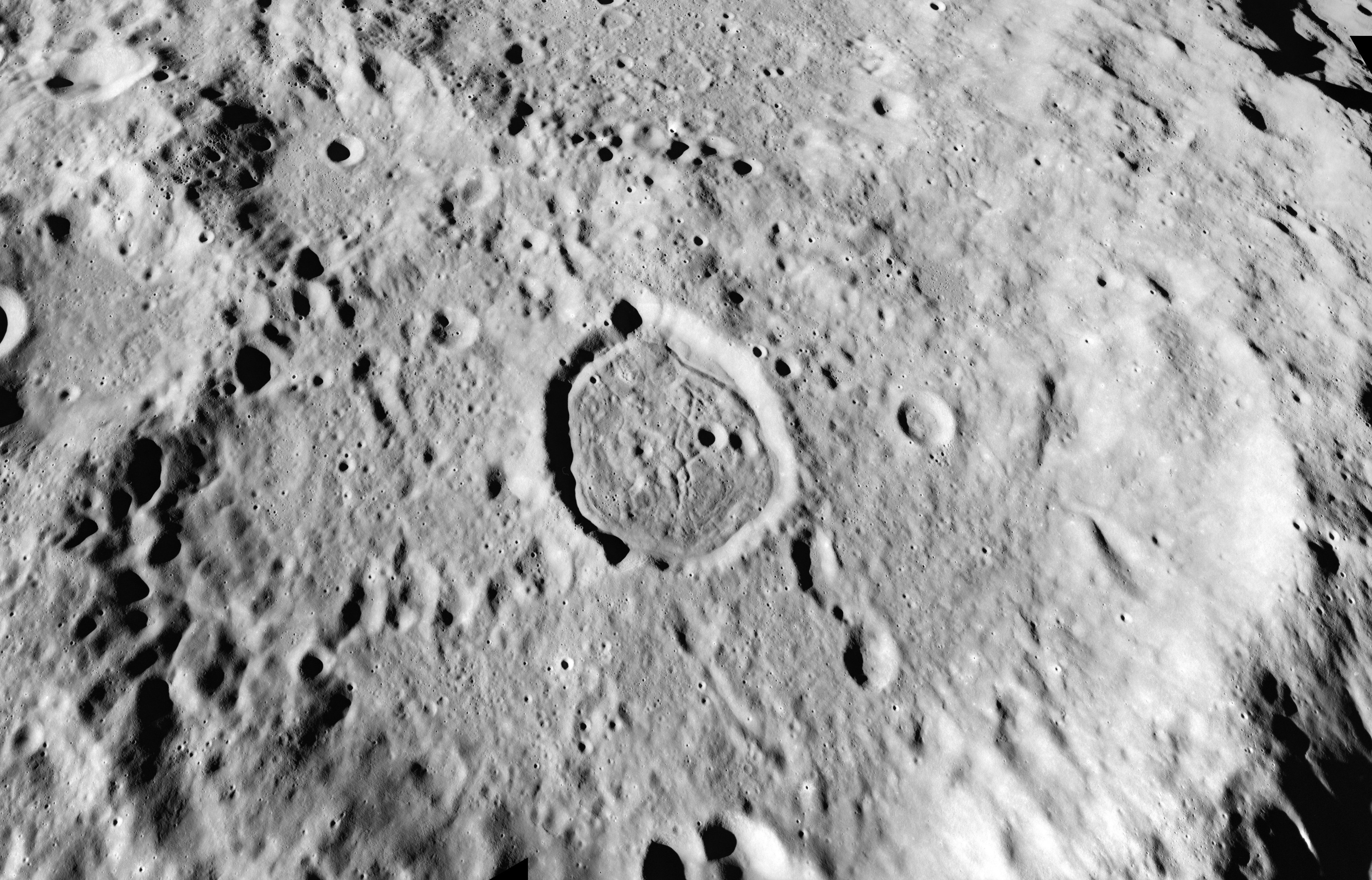

زویکی یک دهانه برخوردی در ماه‌ است.

## دهانه‌های اقماری
این دهانه ۳ دهانه اقماری دارد.
| Zwicky | عرض جغرافیایی | طول جغرافیایی | قطر          |
| ------ | ------------- | ------------- | ------------ |
| S      | ۱۶.۳° S       | ۱۶۲.۶° E      | ۴۴.۰ کیلومتر |
| R      | ۱۸.۳° S       | ۱۶۳.۴° E      | ۲۸.۰ کیلومتر |
| N      | ۱۶.۱° S       | ۱۶۷.۴° E      | ۳۰.۰ کیلومتر |